# کادیگامووا
کادیگامووا (به لاتین: Kadigamuwa) یک منطقهٔ مسکونی در سری‌لانکا است که در استان جنوبی (سری‌لانکا) واقع شده‌است.